# Шість пенсів
Шість пенсів, також шестипенсовик (англ. Sixpence, 6d, також інколи tanner та sixpenny bit) — англійська та британська монета, що карбувалася з 1551 року по 1971 рік. Виведена з обігу після переведення грошової системи Британії на десяткову систему (децималізації). Фактично залишалася в обігу до 1980 року. Дорівнювала +1/40 фунта стерлінгів, або 6 пенсам. Після переходу на десяткову грошову систему дорівнювала 2+1/2 нових пенсів.

## Найменування
Монета в шість пенсів в період перебування в обігу в англійській мові мала й має кілька розмовних і діалектних назв.:365:59 У 19 столітті налічувалося щонайменше шістнадцять розмовних назв цієї монети.:59 Серед розмовних, діалектних та сленгових назв монети відомі, зокрема, такі: tanner, sixpen, joey (з варіантом вимови [jouɪ]:226), sixpenny-bit, sixpenny-joey, sprasey ([sprα:zɪ]:385) тощо.:365:59
Стосовно походження доволі поширеної розмовної назви tanner висловлювалися різні думки. За однією з версій, вона походить, ймовірно, від циганського слова «tawno» — «маленький», «малюк»:253 або від латинського «tener» — «незначний», «невеликий».:253 За іншою версією, ця назва монети походить від прізвища головного майстра королівського монетного двору 18 століття Джона Таннера (англ. John Sigismund Tanner).
Літера «d» у позначенні шетипенсовика 6d є звичайним позначенням для старого (до 1971 року) пенні і є скороченням від латинського слова «denarius». Використання такої назви пов'язано з каролінгським денарієм, що в свою чергу отримав назву від римської срібної монети денарія.

## Історія
Перші шестипенсовики почали карбувати в Англії у 1551 році за короля Едуарда VI. Вони виникли внаслідок зниження чистоти срібла в срібних монетах й, відтак, їхньої вартості протягом 1540-х років, зокрема срібного тестону (шилінга), який знизився у вартості з 12 до 6 пенсів.
Шестипесовики карбувалися за всіх англійських монархів, що правили після Едуарда VI, а також під час Англійської республіки (1649—1660), коли монархія була скасована.
У 1920 році королівський монетний двір зменшив вміст срібла у шестипенсовику з 92,5 % до 50 %. Це зменшення було зроблено через подорожчання срібла у світі, а також за світовою тенденцією усунення чи зменшення чистоти срібла в монетах. З 1949 року при карбуванні монет срібло було повністю усунено міднонікелевим сплавом.
У 1966 році було прийнято рішення про децималізацію грошової системи Британії, під час якої фунт було розділено на 100 пенні, а не на 240, як було раніше. Децималізацію було сплановано на 15 лютого 1971 року. У зв'язку з цим було випущено низку нових монет. Шестипенсовик залишався в обігу з вартістю 2+1/2 нових пенсів до 30 червня 1980 року.

## Шестипенсовик в культурі
За довгий час перебування в обігу шестипенсової монети в Британії з нею пров'язано кілька звичаїв.
Звичайною практикою в Англії і в цілому в Британії було класти маленькі срібні монети у різдвяний пудинг. Такими монетами були трипенсовик й шестипенсовик. Той, в чий шматок потрапляла монетка, зберігав її і він, як вважалося, буде мати багатство в наступному році. Оскільки запаси срібних трипенсових монет поступово вичерпалися, срібний шестипенсовик став єдиною монетою, яку кладуть у різдвяний пудинг.
У Великій Британії існує традиція класти шестипенсову монету у взуття нареченої, яка на своє весілля має мати при собі «щось старе, щось нове, щось запозичене, щось блакитне, і срібні шість пенсів у взутті» (англ. Something old, something new, something borrowed, something blue, and a silver sixpence in her shoe). Срібний шестипенсовик у взуття нареченої кладе її батько перед вінчанням. Монета підкладається у знак того, що він бажає їй процвітання, любові та щастя в шлюбі.
Королівський Монетний двір досі карбує й продає шестиенсовики зі стерлінгового срібла для таких заходів, як весілля та хрестини. Ці монети не можуть бути використані як платіжний засіб, але вони дозволяють людям продовжувати традиції, пов'язані з шестипенсовиком, якщо вони не мають справжньої монети вдома. Однак, такі монети коштують набагато більше, ніж еквівалент у шість пенсів.
У Королівських військово-повітряних силах також прийнято на щастя мати при собі срібну монетку в шість пенсів. Ця традиція походить з часів Другої світової війни.
Добре відома в Англії дитяча «Пісенька про шість пенсів».
Деякі гітаристи використовують шестипенсові монети замість плектра, надаючи перевагу жорсткосткій монеті аніж гнучкому традиційному пластиковому плектру.
Шестипенсова монета часто згадується у творах англійської літератури.
Гітарист гурту "Queen" Брайн Мей використовував цю монету замість звичного медіатора для гітари.

## Виноски
1. 1 2 3 4  Michael V. Barry. Survey of English Dialects [Архівовано 24 березня 2018 у Wayback Machine.]. — Routledge, London and New York. — 1994 ISBN 0-415-02029-8 (англ.)
2. 1 2 3 4 5  Hotten, John Camden. The Slang Dictionary: or vulgar words, street phrases, and «fast» expressions of high and low society [Архівовано 24 березня 2018 у Wayback Machine.] — London, 1869. (англ.)
3. ↑  Tanner. Oxford Reference. Oxford University Press. Архів оригіналу за 24 березня 2018. Процитовано 23 березня 2018. (англ.)
4. 1 2  Graham D. Caie, Carole Hough, Irené Wotherspoon. The Power of Words: Essays in Lexicography, Lexicology and Semantics [Архівовано 24 березня 2018 у Wayback Machine.]. — Amsterdam — New York, NY. — 2006. P. 32 [Архівовано 24 березня 2018 у Wayback Machine.]. ISBN-10: 90-420-2121-7 (англ.)
5. ↑   The Numismatic Scrapbook Magazine. 1970, Vol. 36, No 1, P. 262. (англ.)
6. ↑  Sixpence. The Royal Mint Museum. The Royal Mint Museum, Llantrisant. Архів оригіналу за 6 жовтня 2014. Процитовано 23 березня 2018. [Архівовано 6 жовтня 2014 у Wayback Machine.] (англ.)
7. ↑  David Groom (10 липня 2010). The Identification of British 20th Century Silver Coin Varieties. Lulu.com. с. 44. ISBN 978-1-4457-5301-0. Архів оригіналу за 9 квітня 2017. Процитовано 24 березня 2018.
8. ↑   The Numismatist. 1972, Vol. 85. (англ.)
9. 1 2  Linda Crampton (18 січня 2018). The Sixpence and the Shilling: Coins, History, and Traditions. owlcation.com. HubPages Inc. Архів оригіналу за 25 березня 2018. Процитовано 24 березня 2018. (англ.)
10. ↑  Did You Know? Pre-Decimal Coins. www.rampantscotland.com. Архів оригіналу за 9 серпня 2016. Процитовано 24 березня 2018. (англ.)
11. 1 2  Classic Coin Wedding Traditions. www.royalmint.com. The Royal Mint Limited. Архів оригіналу за 25 березня 2018. Процитовано 24 березня 2018. (англ.)
12. ↑  Superstitious? Own the 'Lucky' George VI Silver Sixpence. www.westminsterinternationalshop.com. The Westminster Collection. Архів оригіналу за 25 березня 2018. Процитовано 24 березня 2018. [Архівовано 25 березня 2018 у Wayback Machine.] (англ.)